# MacBASIC
MacBASIC — версия языка BASIC разработанная Donn Denmann, Marianne Hsiung,
Larry Kenyon и Bryan Stearns, для Apple Inc. как часть программного обеспечения для платформы Macintosh начиная с 1982 года.

## Вехи истории
MacBASIC был выпущен в бета версии в 1985 году и получил популярность в Дартмутском колледже информатики. Впоследствии поддержка этой версия интерпретатора BASIC была прекращена в рамках сделки с Microsoft, из-за лицензионных проблем в рамках проекта Apple II.
Хотя MacBASIC был продуктом Apple, несмотря на это его пиратские копии и описание языка было в обиходе несколько лет и впоследствии пользовательская аудитория потеряла к нему интерес, так как MacBASIC не поддерживал 32-разрядную компьютерную архитектуру.
MacBASIC был всеобъемлющим языком программирования и полностью поддерживал интерактивную среду программирования при разработке прикладных программ на компьютере Macintosh 128K. По некоторым критериям тех лет, опубликованных журналом BYTE, производительность MacBASIC была выше чем Microsoft BASIC. 
Также, MacBASIC (с некоторыми изменениями) был портирован компанией Microsoft на Amiga и стал известным как AmigaBASIC. Однако, его поставки вскоре были прекращены из-за ограничений реализации возникших, как следствие портирования без учёта специфики платформы и разногласий между Microsoft и Commodore о справедливой стоимости лицензии. 
Язык включал в себя циклы структурного управления, определяемые пользователем функции, графику, и доступ к инструментарию Macintosh Toolbox. Среда разработки MacBASIC поддерживала несколько программ одновременно с функциями символьной отладки, включая наличие точек останова.